# مايكل ويلسون (سياسي أسترالي)
مايكل ويلسون (بالإنجليزية: Michael Wilson)‏ هو سياسي أسترالي، ولد في 9 يناير 1934. حزبياً، نشط في حزب أستراليا الليبرالي (فرع جنوب أستراليا) ‏. وقد انتخب Minister of Marine ‏ (5 مارس 1982 – 10 نوفمبر 1982) وانتخب Minister of Recreation and Sport ‏ (8 سبتمبر 1979 – 10 نوفمبر 1982) وانتخب عضو مجلس النواب جنوب أستراليا من الجمعية عن دائرة Electoral district of Torrens ‏ وقد انضم خلال فترته النيابية (17 سبتمبر 1977 – 6 ديسمبر 1985) للكتلة البرلمانية حزب أستراليا الليبرالي (فرع جنوب أستراليا) ‏.